# Leggio d'oro
Il Leggio d'oro è stato un premio conferito ad attori e attrici che si sono distinti nel doppiaggio cinematografico e televisivo in Italia, assegnato nel 1995, nel 2004 e dal 2006 al 2017.
Era organizzato dall'associazione ENDAS Dipartimento arte e spettacolo, col patrocinio del Ministero per i beni e le attività culturali. Uno dei più grandi doppiatori italiani, Ferruccio Amendola, lo ha definito "l'Oscar del doppiaggio".
Nato da un'idea di Vittorio Vatteroni, in ordine cronologico è stato il primo premio dedicato alla categoria dei doppiatori. Il primo attore a essere premiato fu Alberto Sordi.
Il presidente del premio era Piero Benedetti, presidente nazionale ENDAS, quello onorario era lo scrittore Lorenzo Beccati. Facevano parte dello staff anche Vittorio Benedetti, responsabile nazionale ENDAS, e Massimo M. Veronese, giornalista de Il Giornale.
Oltre a premiare gli attori-doppiatori nelle varie categorie, dal 2006 l'ENDAS dedicò il riconoscimento speciale Premio alla voce a personaggi pubblici che si erano particolarmente distinti nell'ambito del sociale, dello spettacolo e della cultura.

## Edizioni

### 1995
La prima edizione del Leggio d'oro ha avuto luogo il 15 luglio 1995 a Pontremoli. Il presentatore della serata è stato Vittorio Vatteroni.
| Categoria                                                   | Vincitore                                                               |
| ----------------------------------------------------------- | ----------------------------------------------------------------------- |
| Leggio d'oro - Menzione speciale                            | Alberto Sordi                                                           |
| Leggio d'oro alla carriera                                  | Giuseppe Rinaldi                                                        |
| Leggio d'oro "Pino Locchi"                                  | Michele Gammino                                                         |
| Leggio d'oro interpretazione femminile                      | Rossella Izzo (Susan Sarandon in Dead Man Walking - Condannato a morte) |
| Leggio d'oro interpretazione maschile                       | Glauco Onorato (Arnold Schwarzenegger in True Lies)                     |
| Leggio d'oro voce femminile televisiva                      | Alina Moradei (Angela Lansbury in La Signora in Giallo)                 |
| Leggio d'oro voce maschile televisiva                       | Claudio Capone (Ron Moss in Beautiful)                                  |
| Leggio d'oro direzione del doppiaggio                       | Silvana Fantini e Renato Izzo                                           |
| Leggio d'oro voce cartoon                                   | Laura Boccanera e Massimo Corvo (La bella e la bestia)                  |
| Leggio d'oro edizione e dialoghi                            | Walter Benelli                                                          |
| Leggio d'oro - Menzione speciale per il "doppiaggio fisico" | Riccardo Pizzuti e Sal Borgese                                          |

### 2004
La seconda edizione del Leggio d'oro ha avuto luogo il 10 luglio 2004 a Magnago. I presentatori della serata sono stati Raffaella Cesaroni e Luciano Mastellari.
| Categoria                               | Vincitore                                                                      |
| --------------------------------------- | ------------------------------------------------------------------------------ |
| Leggio d'oro "Alberto Sordi"            | Pino Insegno                                                                   |
| Leggio d'oro alla carriera              | Oreste Rizzini                                                                 |
| Leggio d'oro interpretazione femminile  | Melina Martello (Diane Keaton in Tutto può succedere - Something's Gotta Give) |
| Leggio d'oro interpretazione maschile   | Francesco Pannofino (Denzel Washington in Out of Time)                         |
| Leggio d'oro voce televisiva            | Natale Ciravolo                                                                |
| Leggio d'oro direzione del doppiaggio   | Elisabetta Bucciarelli                                                         |
| Leggio d'oro voce cartoon               | Monica Ward (Lisa Simpson ne I Simpson)                                        |
| Leggio d'oro edizione e dialoghi        | Filippo Ottoni                                                                 |
| Leggio d'oro voce rivelazione dell'anno | Francesco Pezzulli                                                             |
| Leggio d'oro - Menzione speciale        | Oreste Lionello                                                                |

### 2006
La terza edizione del Leggio d'oro ha avuto luogo il 29 luglio 2006 a Carrara. I presentatori della serata sono stati Dariella Piolanti e Vittorio Vatteroni.
| Categoria                                                  | Vincitore                                                          |
| ---------------------------------------------------------- | ------------------------------------------------------------------ |
| Leggio d'oro alla carriera                                 | Cesare Barbetti e Gigi Proietti                                    |
| Leggio d'oro voce femminile dell'anno                      | Emanuela Rossi                                                     |
| Leggio d'oro voce maschile dell'anno                       | Luca Biagini                                                       |
| Leggio d'oro interpretazione femminile                     | Ilaria Stagni (Jennifer Lopez in Il vento del Perdono)             |
| Leggio d'oro interpretazione maschile                      | Roberto Chevalier (Tom Hanks in Il codice Da Vinci)                |
| Leggio d'oro alla carriera per la direzione del doppiaggio | Manlio De Angelis (Il codice Da Vinci)                             |
| Leggio d'oro voce cartoon                                  | Roberta Lanfranchi e Claudio Bisio (L'era glaciale 2 - Il disgelo) |
| Leggio d'oro - Menzione speciale                           | Sergio Graziani                                                    |

| Premio alla voce            | Vincitore       |
| --------------------------- | --------------- |
| Premio alla voce televisiva | Lorenzo Beccati |

### 2007
La quarta edizione del Leggio d'oro ha avuto luogo 19 maggio 2007 a Carrara. I presentatori della serata sono stati Veronica Maya e Francesco Pannofino.
| Categoria                               | Vincitore                                                 |
| --------------------------------------- | --------------------------------------------------------- |
| Leggio d'oro alla carriera              | Sergio Fiorentini e Serena Verdirosi                      |
| Leggio d'oro voce femminile dell'anno   | Connie Bismuto                                            |
| Leggio d'oro voce maschile dell'anno    | Michele Kalamera                                          |
| Leggio d'oro interpretazione femminile  | Maria Pia Di Meo (Meryl Streep in Il diavolo veste Prada) |
| Leggio d'oro interpretazione maschile   | Paolo Buglioni (Forest Whitaker in L'ultimo re di Scozia) |
| Leggio d'oro direzione del doppiaggio   | Tonino Accolla (Il diavolo veste Prada)                   |
| Leggio d'oro voce rivelazione dell'anno | Danilo Brugia                                             |
| Leggio d'oro - Menzione speciale        | Solvejg D'Assunta                                         |

| Premio alla voce             | Vincitore   |
| ---------------------------- | ----------- |
| Premio alla voce televisiva  | Teo Teocoli |
| Premio alla voce del sociale | Le Iene     |

### 2008
La quinta edizione del Leggio d'oro ha avuto luogo il 26 luglio 2008 a Lecce. I presentatori della serata sono stati Emanuela Morini e Ascanio Pacelli.
| Categoria                              | Vincitore                                                                    |
| -------------------------------------- | ---------------------------------------------------------------------------- |
| Leggio d'oro "Alberto Sordi"           | Giorgio Ariani                                                               |
| Leggio d'oro alla carriera             | Renato Mori                                                                  |
| Leggio d'oro voce dell'anno            | Angelo Maggi                                                                 |
| Leggio d'oro interpretazione femminile | Giuppy Izzo (Renée Zellweger, Halle Berry, Lauren Graham)                    |
| Leggio d'oro interpretazione maschile  | Roberto Pedicini (Jim Carrey, Rupert Everett, Patrick Swayze)                |
| Leggio d'oro direzione del doppiaggio  | Fiamma Izzo                                                                  |
| Leggio d'oro voce cartoon              | Selvaggia Quattrini (Shrek, Manny tuttofare) e Peppino Mazzullo (Topo Gigio) |
| Leggio d'oro rivelazione femminile     | Ambra Angiolini                                                              |
| Leggio d'oro rivelazione maschile      | Adriano Giannini                                                             |

| Premio alla voce               | Vincitore           |
| ------------------------------ | ------------------- |
| Premio speciale alla voce      | Striscia la notizia |
| Premio speciale alla voce      | ADNkronos           |
| Premio alla voce radiofonica   | Igor Righetti       |
| Premio alla voce della cultura | Angelo Crespi       |

### 2009
La sesta edizione del Leggio d'oro ha avuto luogo il 25 luglio 2009 a Forio d'Ischia. I presentatori della serata sono stati Mariolina Cannuli e Ascanio Pacelli.
| Categoria                                                   | Vincitore                                             |
| ----------------------------------------------------------- | ----------------------------------------------------- |
| Leggio d'oro "Alberto Sordi"                                | Enzo Garinei                                          |
| Leggio d'oro alla carriera                                  | Massimo Turci                                         |
| Leggio d'oro voce femminile dell'anno                       | Francesca Fiorentini                                  |
| Leggio d'oro voce maschile dell'anno e premio della critica | Luca Ward                                             |
| Leggio d'oro interpretazione femminile                      | Barbara De Bortoli (Naomi Watts in The International) |
| Leggio d'oro interpretazione maschile                       | Riccardo Rossi (Paul Walker in Fast and Furious)      |
| Leggio d'oro direzione del doppiaggio                       | Giorgio Lopez (Houdini - L’ultimo Mago)               |
| Leggio d'oro voce cartoon e documentari                     | Paolo Bonolis (Earth - La nostra Terra)               |
| Leggio d'oro - Menzione speciale cartoon                    | Fabrizio Frizzi (Toy Story)                           |
| Leggio d'oro - Premio del pubblico                          | Ciro Imparato                                         |

| Premio alla voce                        | Vincitore        |
| --------------------------------------- | ---------------- |
| Premio alla voce della cultura          | Giuseppe Benelli |
| Premio alla voce radiofonica            | Bruno Socillo    |
| Premio alla voce dell'estate televisiva | Juliana Moreira  |

### 2010
La settima edizione del Leggio d'oro ha avuto luogo il 31 luglio 2010 a Forte dei Marmi. I presentatori della serata sono stati Mariolina Cannuli e Moreno Morello.
| Categoria                                         | Vincitore                                           |
| ------------------------------------------------- | --------------------------------------------------- |
| Leggio d'oro "Alberto Sordi"                      | Massimo Lopez                                       |
| Leggio d'oro alla carriera e premio della critica | Claudio Sorrentino                                  |
| Leggio d'oro voce femminile dell'anno             | Rossella Izzo                                       |
| Leggio d'oro voce maschile dell'anno              | Mario Cordova                                       |
| Leggio d'oro interpretazione femminile            | Domitilla D'Amico (Zoe Saldana in Avatar)           |
| Leggio d'oro interpretazione maschile             | Pasquale Anselmo (Jeremy Renner in The Hurt Locker) |
| Leggio d'oro direzione del doppiaggio             | Carlo Valli (Up)                                    |
| Leggio d'oro voce telefilm                        | Gino La Monica (Joe Mantegna in Criminal Minds)     |
| Leggio d'oro - Menzione speciale                  | La banda di Radio Deejay                            |

| Premio alla voce                 | Vincitore            |
| -------------------------------- | -------------------- |
| Premio alla voce della cultura   | Philippe Daverio     |
| Premio alla voce dell'inchiesta  | Duilio Giammaria     |
| Premio alla voce radiofonica     | Luisella Berrino     |
| Premio alla voce del sociale     | Associazione Madraxa |
| Premio alla voce dello stadio    | Cristiano Militello  |
| Premio alla voce "Le millevoci"  | Dario Ballantini     |
| Premio alla voce socio-culturale | Igor Righetti        |

### 2011
L'ottava edizione del Leggio d'oro ha avuto luogo il 30 luglio 2011 a Cefalù. I presentatori della serata sono stati Moreno Morello e Ramona Badescu.
| Categoria                                                    | Vincitore                                                         |
| ------------------------------------------------------------ | ----------------------------------------------------------------- |
| Leggio d'oro "Alberto Sordi"                                 | Johnny Dorelli e Gianluca Guidi                                   |
| Leggio d'oro alla carriera                                   | Adalberto Maria Merli                                             |
| Leggio d'oro voce femminile dell'anno                        | Valentina Mari                                                    |
| Leggio d'oro voce maschile dell'anno                         | Francesco Venditti                                                |
| Leggio d'oro interpretazione femminile                       | Perla Liberatori (Scarlett Johansson)                             |
| Leggio d'oro interpretazione maschile e premio della critica | Fabio Boccanera (Johnny Depp, Ben Affleck)                        |
| Leggio d'oro direzione del doppiaggio                        | Francesco Vairano                                                 |
| Leggio d'oro voce telefilm                                   | Fabrizio Pucci (Jimmy Smits in NYPD - New York Police Department) |
| Leggio d'oro - Menzione speciale cartoon                     | Mario Zucca (SpongeBob)                                           |

| Premio alla voce              | Vincitore        |
| ----------------------------- | ---------------- |
| Premio alla voce del silenzio | Simone Barbato   |
| Premio alla voce del coraggio | Stefania Petyx   |
| Premio alla voce dei ricordi  | Peppino Mazzullo |

### 2012
La nona edizione del Leggio d'oro ha avuto luogo il 28 luglio 2012 ad Alghero. I presentatori della serata sono stati Moreno Morello e Giorgia Palmas.
| Categoria                                                    | Vincitore                                           |
| ------------------------------------------------------------ | --------------------------------------------------- |
| Leggio d'oro "Alberto Sordi"                                 | Enzo Iacchetti                                      |
| Leggio d'oro alla carriera                                   | Rita Savagnone e Luciano De Ambrosis                |
| Leggio d'oro voce femminile dell'anno                        | Marzia Ubaldi                                       |
| Leggio d'oro voce maschile dell'anno                         | Alessandro Rossi                                    |
| Leggio d'oro interpretazione femminile                       | Alessia Amendola (Elliot Page in To Rome with Love) |
| Leggio d'oro interpretazione maschile                        | Simone Mori (Omar Sy in Quasi amici)                |
| Leggio d'oro direzione del doppiaggio e premio della critica | Claudio Sorrentino                                  |
| Leggio d'oro voce telefilm                                   | Chiara Gioncardi (Crystal Reed in Teen Wolf)        |
| Leggio d'oro - Menzione speciale cartoon                     | Marco Mengoni (Lorax - Il guardiano della foresta)  |

| Premio alla voce                   | Vincitore         |
| ---------------------------------- | ----------------- |
| Premio alla voce della solidarietà | Enzo Iacchetti    |
| Premio alla voce dell'inchiesta    | Jimmy Ghione      |
| Premio alla voce contro lo spreco  | Vittorio Brumotti |

### 2013
La X edizione del Leggio d'oro ha avuto luogo il 27 luglio 2013 ad Alghero. I presentatori della serata sono stati Moreno Morello e Laura Freddi.
| Categoria                                                    | Vincitore                                                                     |
| ------------------------------------------------------------ | ----------------------------------------------------------------------------- |
| Leggio d'oro "Alberto Sordi"                                 | Maurizio Nichetti                                                             |
| Leggio d'oro alla carriera                                   | Carlo Reali                                                                   |
| Leggio d'oro voce femminile dell'anno                        | Sonia Scotti                                                                  |
| Leggio d'oro voce maschile dell'anno                         | Stefano Crescentini                                                           |
| Leggio d'oro interpretazione femminile                       | Roberta Pellini (Catherine Zeta-Jones in Broken City)                         |
| Leggio d'oro interpretazione maschile                        | Francesco Pezzulli (Leonardo DiCaprio in Django Unchained e Il grande Gatsby) |
| Leggio d'oro direzione del doppiaggio e premio della critica | Massimo Giuliani (Hitchcock)                                                  |
| Leggio d'oro voce telefilm                                   | Letizia Scifoni (Troian Bellisario in Pretty Little Liars)                    |
| Leggio d'oro miglior fonico                                  | Roberto Martinelli                                                            |
| Leggio d'oro miglior adattamento dialoghi                    | Gianni Galassi                                                                |
| Leggio d'oro - Menzione speciale cartoon                     | Antonio Casanova (Il grande e potente Oz)                                     |

| Premio alla voce                | Vincitore         |
| ------------------------------- | ----------------- |
| Premio alla voce della fiction  | Roberta Giarrusso |
| Premio alla voce dell'ENDAS     | Amalia Roseti     |
| Premio alla voce della gente    | Max Laudadio      |
| Premio alla voce della Sardegna | Cristian Cocco    |
| Premio alla voce                | Federico Stragà   |

### 2014
La XI edizione del Leggio d'oro ha avuto luogo il 19 luglio 2014 ad Alghero. I presentatori della serata sono stati Moreno Morello e Alessia Reato.
| Categoria                                         | Vincitore                                                |
| ------------------------------------------------- | -------------------------------------------------------- |
| Leggio d'oro "Alberto Sordi"                      | Maurizio Mattioli                                        |
| Leggio d'oro alla carriera e premio della critica | Michele Gammino                                          |
| Leggio d'oro voce femminile dell'anno             | Roberta Greganti                                         |
| Leggio d'oro voce maschile dell'anno              | Flavio Aquilone                                          |
| Leggio d'oro interpretazione femminile            | Claudia Catani (Angelina Jolie in Maleficent)            |
| Leggio d'oro interpretazione maschile             | Francesco Prando (Ralph Fiennes in Grand Budapest Hotel) |
| Leggio d'oro direzione del doppiaggio             | Sandro Acerbo (12 anni schiavo)                          |
| Leggio d'oro voce rivelazione cartoon             | José Altafini (Rio 2)                                    |
| Leggio d'oro voce telefilm cult                   | Edoardo Nevola (Willy, il principe di Bel-Air)           |

| Premio alla voce                  | Vincitore       |
| --------------------------------- | --------------- |
| Premio alla voce della musica     | Attilio Fontana |
| Premio alla voce degli animali    | Marco Anelli    |
| Premio alla voce dello spettacolo | Bove e Limardi  |

### 2015
La XII edizione del Leggio d'oro ha avuto luogo il 12 luglio 2015 al Cinquale di Montignoso. I presentatori della serata sono stati Laura Freddi e Manlio Dovì.
| Categoria                                                   | Vincitore                                                           |
| ----------------------------------------------------------- | ------------------------------------------------------------------- |
| Premio Speciale 20 anni Leggio d'oro e premio della critica | Rossella Izzo                                                       |
| Premio speciale alla carriera - 20 anni Leggio d'oro        | Vittoria Febbi e Pino Ammendola                                     |
| Leggio d'oro "Alberto Sordi"                                | Nino Formicola                                                      |
| Leggio d'oro voce maschile dell'anno                        | Niseem Onorato (Benedict Cumberbatch in The Imitation Game)         |
| Leggio d'oro interpretazione femminile                      | Myriam Catania (Keira Knightley in The Imitation Game)              |
| Leggio d'oro direzione del doppiaggio                       | Rodolfo Bianchi (Youth - La giovinezza)                             |
| Leggio d'oro voce telefilm cult                             | Diego Reggente (Law & Order, E.R. - Medici in prima linea, X-Files) |

| Premio alla voce              | Vincitore         |
| ----------------------------- | ----------------- |
| Premio alla voce dello sport  | Ezio Luzzi        |
| Premio alla voce della musica | Ilaria Porceddu   |
| Premio alla voce del teatro   | Emiliano Reggente |

### 2016
La XIII edizione del Leggio d'oro ha avuto luogo il 23 luglio 2016 a Reggio Calabria. I presentatori della serata sono stati Moreno Morello e Maria De Filippi.
| Categoria                              | Vincitore                                                                           |
| -------------------------------------- | ----------------------------------------------------------------------------------- |
| Leggio d'oro "Alberto Sordi"           | Giancarlo Magalli                                                                   |
| Leggio d'oro alla carriera             | Stefano De Sando                                                                    |
| Leggio d'oro voce femminile dell'anno  | Valentina Favazza (Alicia Vikander in The Danish Girl e Suffragette)                |
| Leggio d'oro voce maschile dell'anno   | Christian Iansante (Bradley Cooper e Jeremy Renner)                                 |
| Leggio d'oro interpretazione femminile | Erica Necci (Saoirse Ronan in Brooklyn)                                             |
| Leggio d'oro interpretazione maschile  | Mario Cordova (Bryan Cranston in L'ultima parola - La vera storia di Dalton Trumbo) |
| Leggio d'oro voce telefilm dell'anno   | Roberto Pedicini (Kevin Spacey in House of Cards - Gli intrighi del potere)         |
| Leggio d'oro direzione del doppiaggio  | Marco Mete (Ave, Cesare!)                                                           |
| Leggio d'oro voce cartoon              | Maccio Capatonda (Angry Birds - Il film)                                            |
| Leggio d'oro - Menzione speciale       | Cristina Boraschi (Julia Roberts e Sandra Bullock)                                  |

| Premio alla voce                | Vincitore                |
| ------------------------------- | ------------------------ |
| Premio alla voce del calcio     | Gli Autogol              |
| Premio alla voce internazionale | Michelle Martinez Suaste |

### 2017
La XIV e ultima edizione del premio si svolse il 2 settembre 2017 all'Hotel Excelsior nell'ambito della 74ª Mostra internazionale d'arte cinematografica di Venezia. Il premio fu assegnato ai doppiatori Angelo Maggi e Chiara Colizzi.